# Quartier de Croulebarbe
Le quartier de Croulebarbe est le 52e quartier administratif de Paris, situé dans le 13e arrondissement.

## Origine du nom
Le quartier tient son nom de la famille Croulebarbe, et de son fondateur Jean de Croulebarbe, qui possédait au début du XIIIe siècle, des vignes et des moulins à cet endroit sur la Bièvre. En ancien français, « crouler » signifie « brandir », « secouer ».

## Description
Il est délimité au sud par le boulevard Auguste-Blanqui, à l'ouest par la rue de la Santé, au nord par le boulevard de Port-Royal et à l'est par l'avenue des Gobelins. Le nom de « Croulebarbe » vient de celui de famille d'anciens propriétaires des terrains environnants.
Ce nom est également celui de l'ancien moulin sur la Bièvre  situé à l'emplacement actuel de l'entrée ouest du square René-Le Gall dont la première mention figure dans un acte de 1214, qui fut  acheté par la Ville de Paris en 1827 et détruit en 1841 et celui d'une rue centrale du quartier, la rue Croulebarbe. Il est l'un des plus anciens toponymes de Paris, lisible sur la carte de Cassini.
En 1999, le quartier a une population recensée de 19 526 habitants.

## Historique
Dès l'époque gallo-romaine, la cité de Lutèce était installée dans l'île de la Cité ainsi que sur la rive gauche de la Seine. Pour se rendre à Melun, Sens, voire à Lyon, les Romains utilisaient une route qui suivait à peu de chose près le tracé de la rue Mouffetard et des avenues des Gobelins et de Choisy actuelles, au bord desquelles de nombreuses sépultures de différentes époques ont été trouvées. Au pied de la montagne Sainte-Geneviève s'établit rapidement le hameau de Chambois.
Lors des derniers soubresauts de l'Empire romain, les chrétiens de Lutèce, devenue Paris, utilisaient comme nécropole toute une partie de ce qui allait plus tard devenir le bourg Saint-Marcel, dont le centre peut être approximativement placé au carrefour des Gobelins actuel. Grâce à des monnaies retrouvées lors de fouilles, sa période d'utilisation semble s'étendre de la fin du Ier siècle au début du IVe siècle.
Du temps de son vivant, la présence de saint Marcel lui-même en ces lieux n'est pas historiquement certaine, mais il semble bien y avoir été inhumé à sa mort en 436, à la suite de quoi un sanctuaire y fut érigé qui accueillait en permanence une foule de pèlerins attirés par les miracles attribués au saint. Un bourg en naquit, qui nécessita vite la construction d'une plus vaste collégiale dès le début du XIe siècle. À son tour agrandie, elle ne résista pas à la Révolution, fut désaffectée en 1790, puis démolie quelques années plus tard. Son dernier vestige, une tour, disparut définitivement lors de l'élargissement du boulevard Saint-Marcel en 1874.
Le bourg Saint-Marcel, étant vite devenu une véritable ville, on y a construit l'église Saint-Hippolyte, située à l'emplacement des premiers numéros pairs du boulevard Arago, démolie peu après la Révolution, et l'église Saint-Martin, sans doute située à droite de la rue de la Collégiale, aujourd'hui dans le 5e arrondissement.
Le hameau de Croulebarbe dépendait de Gentilly, les premières maisons de Paris étant celles de la paroisse Saint-Hippolyte. Ce faubourg fut ensuite annexé à Paris sous Louis XV. Sa richesse était due à la fois à son caractère industriel, lié à la Bièvre — tapissiers, teinturiers, tanneurs, brasseurs et bouchers notamment — et à son caractère encore campagnard, vignobles et prés, sans oublier les carrières de calcaire omniprésentes au sud.
Les années passant et Paris s'étendant, le faubourg Saint-Marcel perdit de sa superbe, et devint l'un des faubourgs pauvres de Paris. L'annexion de 1860 offrit l'occasion au baron Haussmann de donner au 13e arrondissement son aspect actuel, tout au moins en ce qui concerne le tracé de ses artères, jusqu'aux plus modestes.

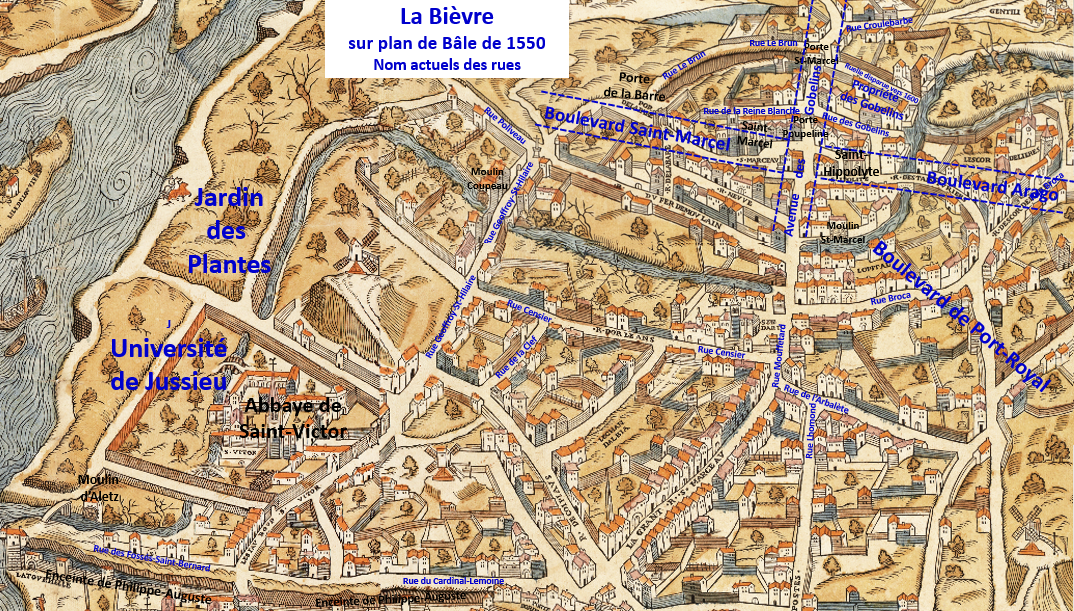
La Bièvre à Paris vers 1550.

C'est ainsi que fut élargie la partie basse de la rue Mouffetard, devenue l'actuelle avenue des Gobelins, et que furent tracés les boulevards de Port-Royal, Arago et Saint-Marcel. Nombre d'autres rues et places du quartier prirent leur aspect actuel, et ce mouvement ne cessa qu'avec la couverture progressive par tronçons des deux bras de la Bièvre, de 1864 au bord de la rue Croulebarbe, à 1912 sous la ruelle des Gobelins devenue la rue Berbier-du-Mets, et l'aménagement au cours des années 1930 du parc René-Le-Gall à l'emplacement des taudis de l'île aux Singes, quartier insalubre habité par les ouvriers des tanneries.
Le quartier de Croulebarbe, situé à l'ouest de l'avenue des Gobelins, n'est ainsi qu'en partie situé sur l'emplacement de l'ancien bourg Saint-Marcel. Son unité lui vient de la Bièvre, qui coulait paresseusement en son centre.

## Sites particuliers

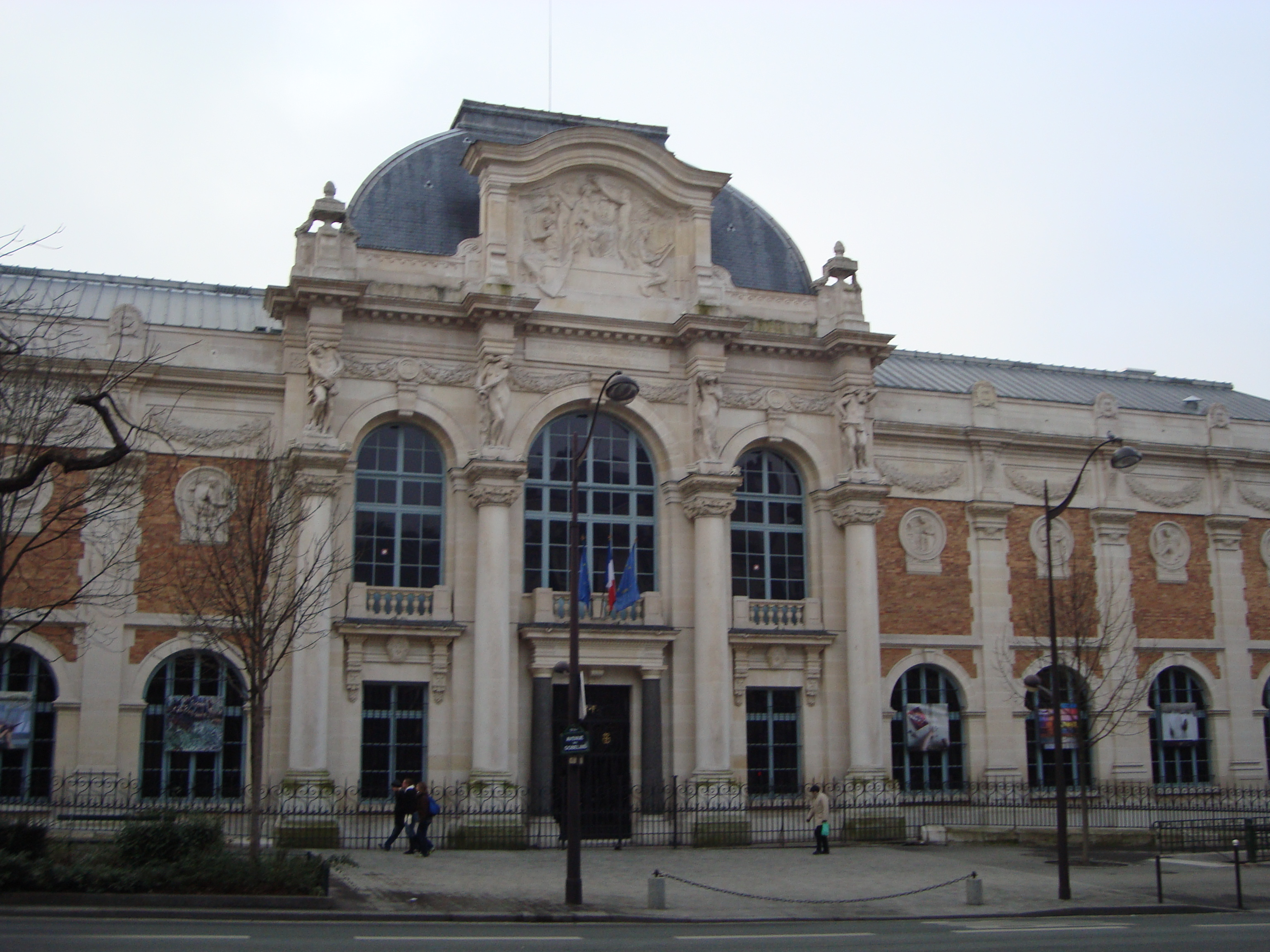
Manufacture des Gobelins.

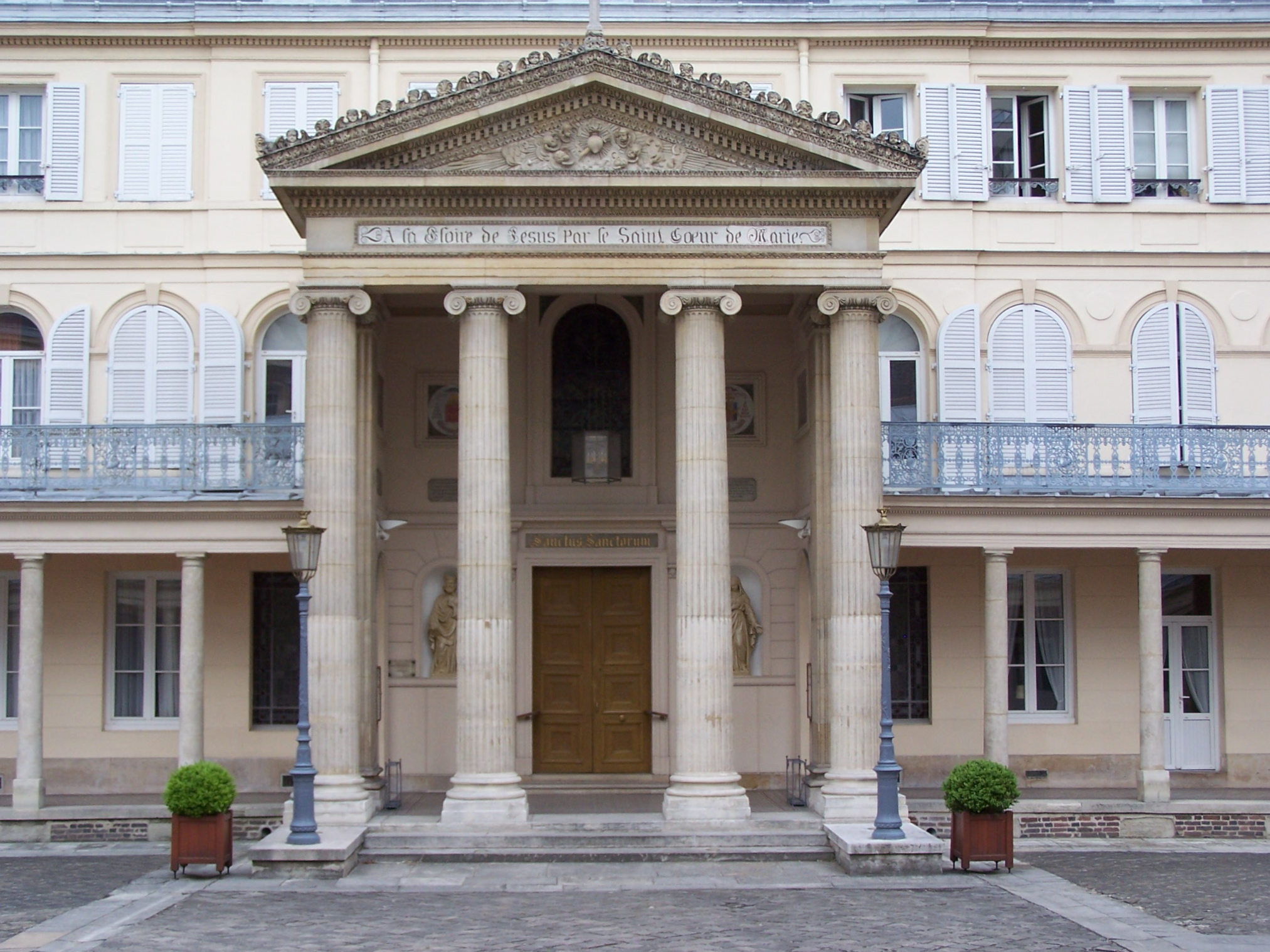
Le couvent des Dames Augustines, rue de la Santé.

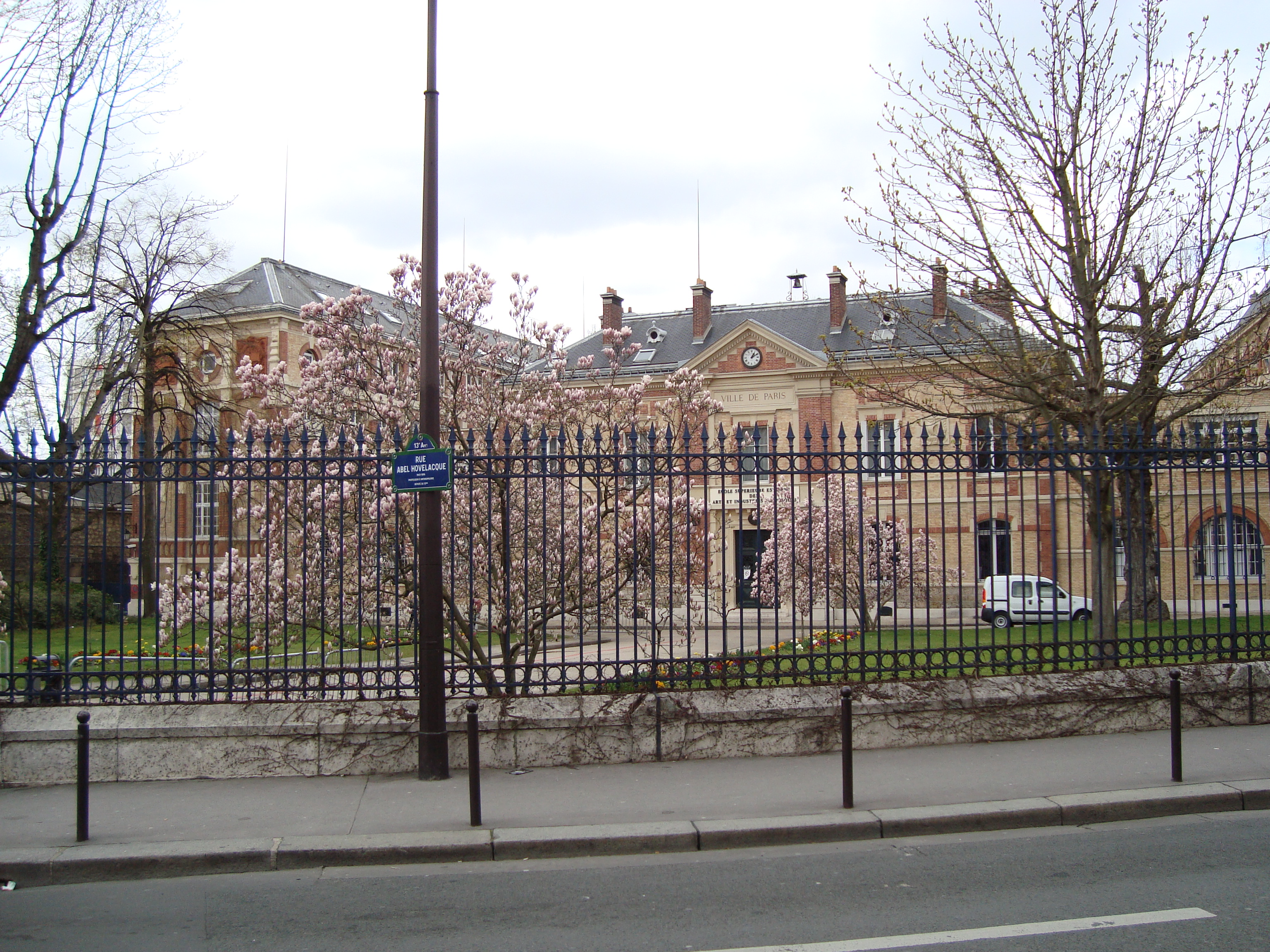
École Estienne.

Le Monde, entre 2004 et 2020.

Le Mobilier national, bâtiment d'Auguste Perret.

- L'îlot de la Reine Blanche, où se trouvent parmi les plus anciennes constructions de l'arrondissement. L'hôtel de la Reine Blanche, notamment, ainsi que plusieurs bâtiments de maître semblent avoir été construits pour la famille Gobelin à la fin du XVe siècle à des fins industrielles. Pour Gérard Conte[10], l'origine du nom de « Reine Blanche » est imprécise, et pourrait concerner soit Marguerite de Provence, veuve de saint Louis, soit Blanche de France, fille de saint Louis et veuve de Ferdinand de la Cerda, soit Blanche d'Évreux, veuve de Philippe VI de Valois. La plaque historique de la ville de Paris, placée rue des Gobelins, mentionne Blanche, fille de saint Louis.

- Un pan de mur aux fenêtres gothiques dans le jardin de l'hôpital Broca, est le seul vestige de l'abbaye des Cordelières. Construit à la fin du XIIIe siècle à la demande de Marguerite de Provence, veuve de saint Louis, ce couvent des Cordelières de huit hectares à l'origine connut des fortunes diverses : inondations par la Bièvre toute proche, dévastation lors du siège de Paris par Henri IV en 1590, vente après la Révolution en 1796, utilisation en tant que tannerie puis blanchisserie, enfin transformation en hôpital de Lourcine, devenu hôpital Broca, puis quasi totale disparition dans les années 1970 et 1980.

- La manufacture des Gobelins, au 42, avenue des Gobelins, fut construite à cet emplacement dès 1601, lorsque Henri IV y installa ses tapissiers flamands, Marc de Comans et François de la Planche, dans des bâtiments appartenant aux teinturiers de la famille Gobelin[11] : l'atelier de teinturerie en écarlate fondé vers 1440 par Jean Gobelin le long de la Bièvre (entre le moulin de Croulebarbe et la rue de la Reine-Blanche, aujourd'hui rue des Gobelins). En effet, Balthazar Gobelin, devenant président de la Chambre des Comptes[12], et léguant la charge à son fils, délaisse l'établissement familial, où s'installent dès lors les deux associés[13]. En 1687, Colbert y établit ensuite la manufacture des meubles de la Couronne, sous la direction de Charles Le Brun. Par ordonnance royale du 4 mai 1825, Charles X réunit la manufacture de la Savonnerie à celle des Gobelins, mais les métiers n'y sont envoyés qu'au début de l'année 1826[14],[15]. Dans l'enclos des Gobelins, l'atelier des tapis de Savonnerie constitua, et constitue encore, une unité particulière. Depuis 1968, il est installé sur deux niveaux dans le bâtiment des nouvelles manufactures au 3, rue Berbier-du-Mets.

- Au 28, rue des Tanneries se trouve l'ancien couvent des Filles-Anglaises. Fuyant les persécutions dont furent victimes les catholiques anglais au milieu des années 1650, un petit groupe de bénédictines s'installa là en 1664. Lors de la Révolution, le couvent devint une prison, puis fut vendu comme bien national en 1799.

- Au carrefour de la rue de la Glacière avec le boulevard de Port-Royal se trouve la caserne de Lourcine, dont l'origine remonte à 1780, dans laquelle Léopold Sédar Senghor fit une partie de son service militaire[16].

- Les Dames Augustines du Sacré-Cœur-de-Marie ont fait construire entre 1836 et 1840 un hospice pour personnes âgées au 29 de la rue de la Santé. L'architecte en est Antoine Chaland, et l'ensemble est remarquable par la chapelle centrale ainsi que par son magnifique parc.

- Au carrefour de la rue Corvisart se trouve l'église Sainte-Rosalie, qui date des années 1860, ainsi nommée en l'honneur de la sœur Rosalie, celle-là même qui a donné son nom à la courte avenue donnant place d'Italie, et qui fut des années durant au service du petit peuple du quartier Mouffetard, dans la première moitié du XIXe siècle.

- La Cité fleurie, 65, boulevard Arago, datant de 1878, fut construite avec des matériaux de récupération des démolitions de l'Exposition universelle de Paris de 1878 de la même année. Les deux rangées de pavillons comprenant au total vingt-neuf ateliers d'artistes ont accueilli nombre d'artistes célèbres des années 1900, tels Gauguin ou Modigliani. En 1973, le peintre Henri Cadiou fut à l'origine de la préservation de la cité qui était menacée de démolition pour laisser la place à un immeuble moderne. Depuis lors, site protégé[réf. nécessaire], elle continue à abriter artistes et simples habitants.

- Au carrefour avec la rue Abel-Hovelacque se trouve l’école Estienne, nom traditionnel de l’École supérieure des arts et industries graphiques, installée à cet endroit en 1896.

- Le palais du Peuple, hôtel social de l'Armée du salut datant de 1912, est sis au 29 de la rue des Cordelières. Le Corbusier y édifia un bâtiment sur la cour, en 1926, à la demande de la princesse Edmond de Polignac, alors à la tête d'une belle fortune[17]. Il n'en reste rien aujourd'hui.

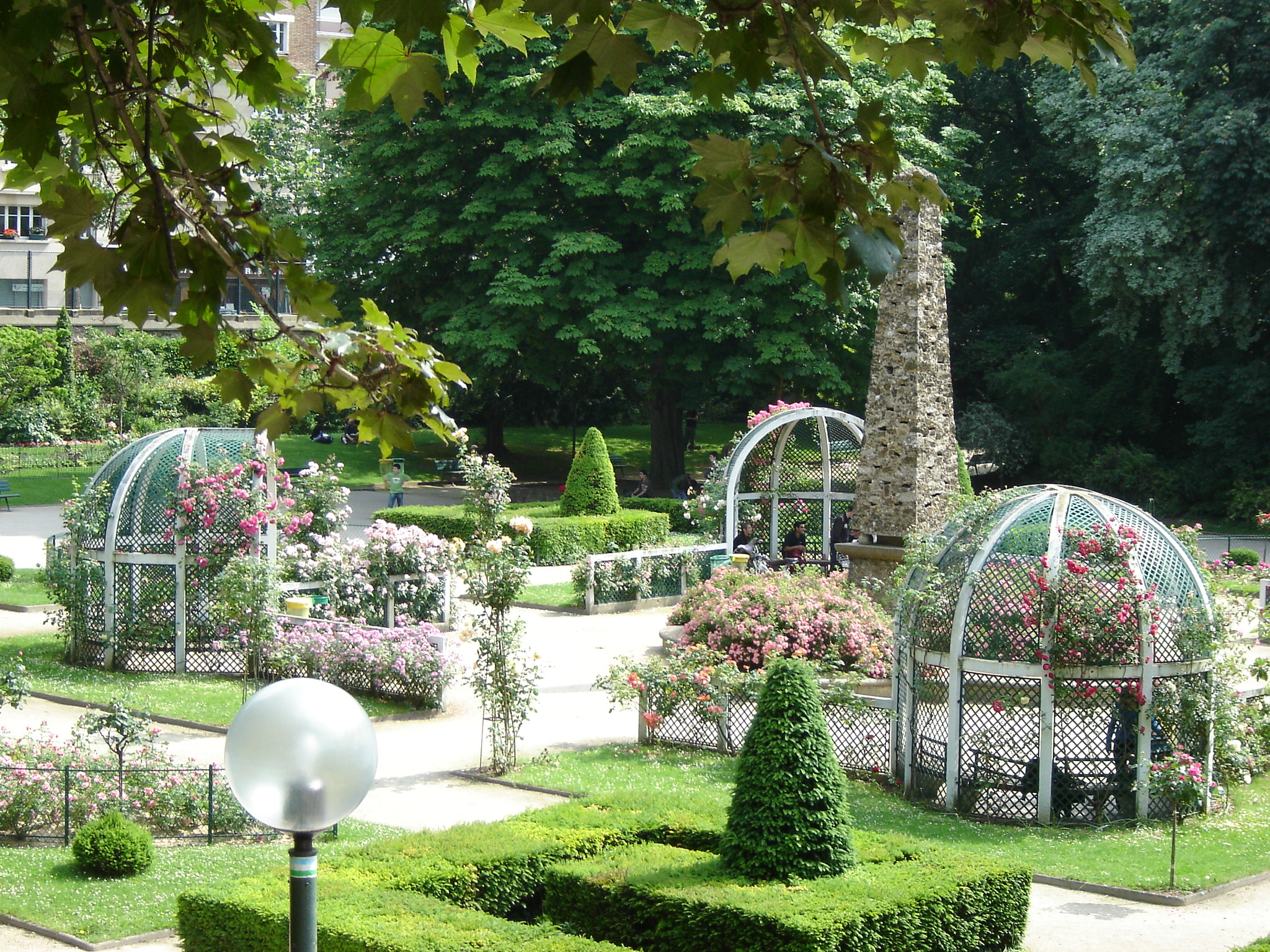
Roseraie du square René-Le Gall.

- Le square René-Le Gall, réalisé en 1938 par l'architecte Jean-Charles Moreux, est situé entre deux anciens bras de la Bièvre à l'emplacement de l'île aux Singes[18].

- À peu près contemporain, le Mobilier national, 1, rue Berbier-du-Mets, est un bel exemple de l'architecture en béton armé des années 1930. Inaugurée en 1936, cette construction d'Auguste Perret a pour but d'abriter les collections du mobilier national saisi à la Révolution française et acquises par la suite.

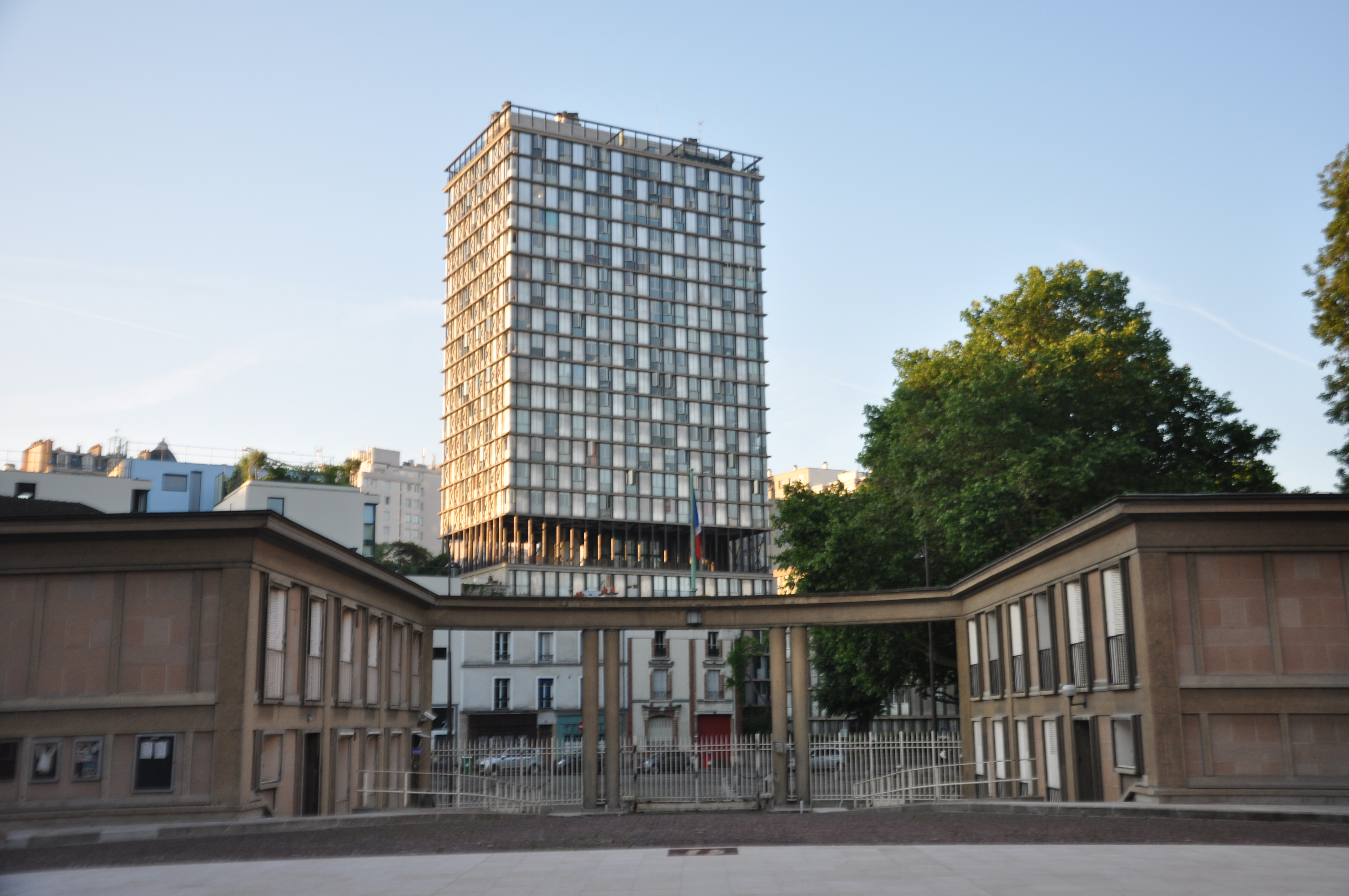
La tour Albert, vue du Mobilier national en 2017.

- La tour Albert, du nom de l'architecte Édouard Albert qui l'a construite au 33, rue Croulebarbe, fut le premier gratte-ciel d'habitation construit à Paris en 1960 à l'emplacement d'une maison où le peintre Germain Delatousche avait installé son atelier. Cette tour classée monument historique comporte 21 étages dont le sixième est en creux  car l'architecte avait prévu d'y installer une passerelle reliant l'immeuble  à l'avenue de la Sœur-Rosalie en enjambant les ateliers du métro qui  n'a finalement pas été réalisée.

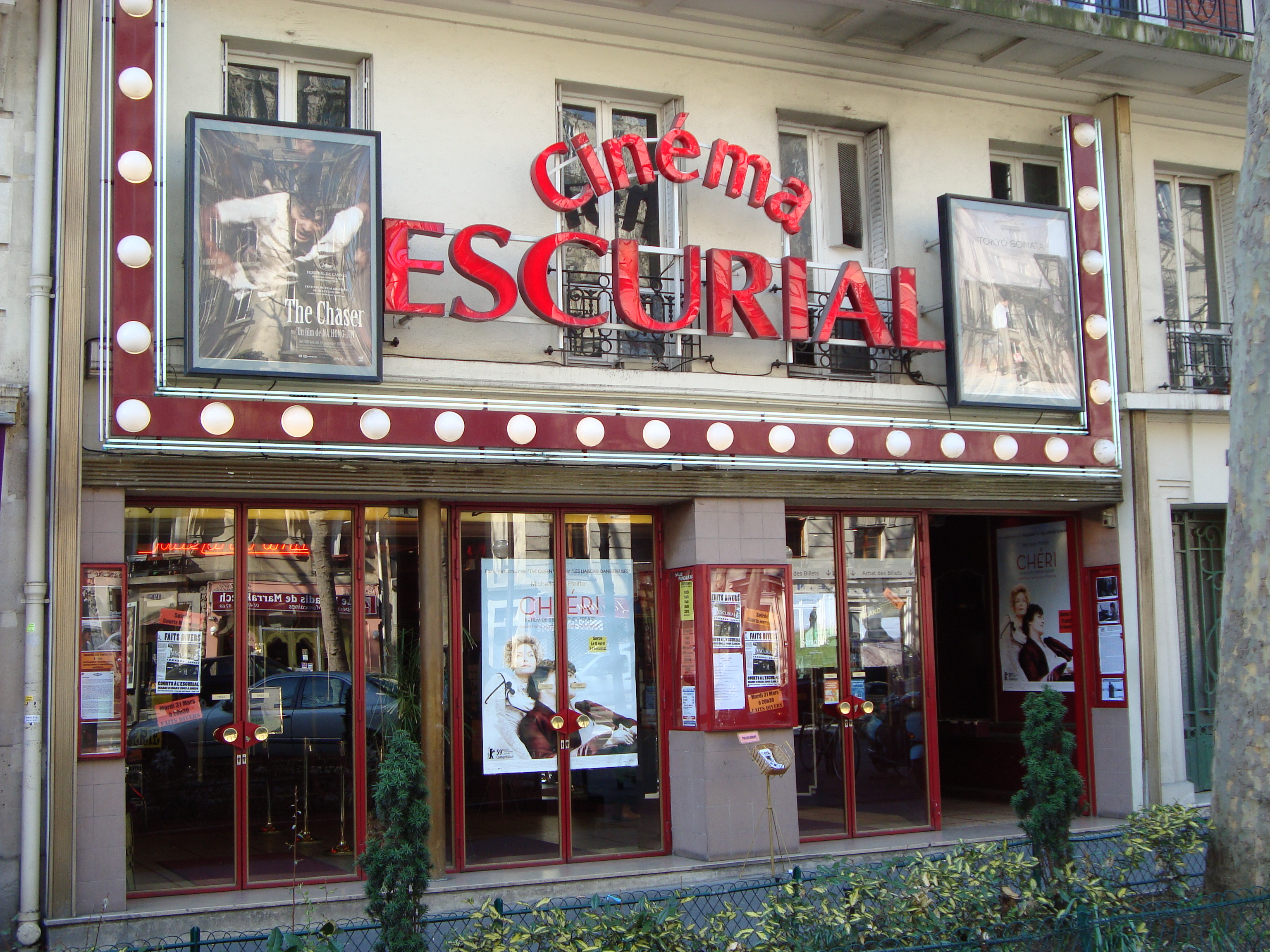
Le cinéma L'Escurial.

- Le cinéma d'art et d'essai L'Escurial est installé sur le boulevard de Port-Royal et a conservé son cadre historique des années 1950.

- Ancien siège du quotidien Le Monde au no 80 du boulevard Auguste-Blanqui entre 2004 et 2020. Pour les 60 ans de son premier numéro, le quotidien Le Monde installe son siège à cette adresse. L'immeuble est l'ancien siège d'Air France, réaménagé par la société Bouygues d'après des plans de l'architecte Christian de Portzamparc. Le bâtiment a été restauré à la suite du déménagement du Monde avenue Pierre-Mendès-France (13e arr. de Paris)[19]. En septembre 2022, le bâtiment devient nouveau siège social de la Banque Populaire Rives de Paris[20].